# Latrán (Český Krumlov)
Latrán je jedna z historických částí města Český Krumlov ve stejnojmenném okrese v Jihočeském kraji. Nachází se na levobřežním ostrohu Vltavy bezprostředně pod hradem a tvoří severní část historického jádra Krumlova.

## Název
Jméno Latrán je odvozeno od umístění čtvrti v podhradí. Názvem latrán, pocházejícím z latinského latus/lateranus (česky postranní, vedlejší), se v minulosti označovala opevněná městská část přiléhající k hradu, k němuž zpravidla existenčně i správně náležela.

## Dějiny
Jako oddělená městská část vznikala postupně se založením hradu Vítkem II. starším. Když v roce 1302 vymřela krumlovská větev Vítkovců a panství se ujali páni z Rožmberka (jiná větev rodu Vítkovců), kteří brzy poté přesídlili z hradu Rožmberk na Krumlov, celé blízké okolí se stalo střediskem rozsáhlého panství. Vybudován byl nový, větší hrad a město v podhradí zažilo velký hospodářský i stavební rozvoj.
Jelikož se jednalo de facto o samostatné město, mezi Latránem a Krumlovem existovala po několik století velká rivalita obzvláště v oblasti městských práv a výsad. Postupně se však Latrán do města na meandru nezvratně začleňoval. Ač samostatný, měl Latrán již od dob Rožmberků mezi krumlovskými konšely v tzv. Radě dvanácti vlastní zastoupení. Konečně v době, kdy vzájemná nevraživost mezi Latránem a Krumlovem přesáhla nejvyšší možnou mez, nařídil Vilém z Rožmberka roku 1555 velkým výnosem propojení obou dvou měst v město jediné.

## Památky

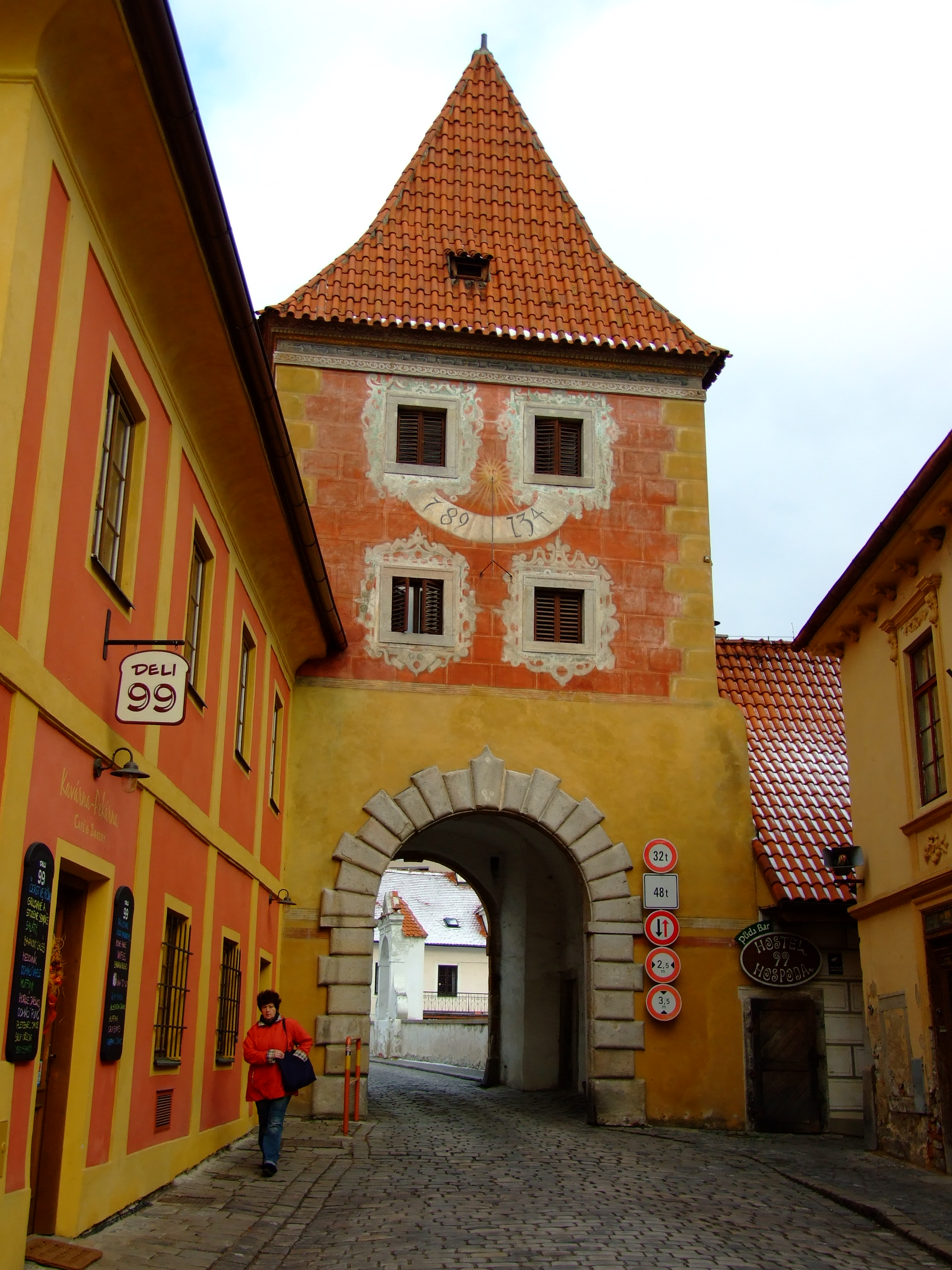
Budějovická brána

V této městské čtvrti se nachází velké množství historicky cenných objektů v gotickém a renesančním slohu.
Mezi dominanty se řadí:
- Budějovická brána – nejmladší a zároveň jediná dochovaná brána z původního středověkého městského opevnění
- Kostel sv. Jošta – tzv. Německý kostel, původně gotický, mnohokrát přestavovaný, od 20. stol. využívaný jako obytný dům
- Zámecký pivovar – dříve Schwarzenberský pivovar, dnes Pivovar Eggenberg
- Minoritský klášter – dnes klášter Řádu Křižovníků s červenou hvězdou, v rajském dvoře barokní kaple Panny Marie Einsiedelnské.[3][4]

## Současnost
Latrán se nachází na katastrálním území Český Krumlov o výměře 9,72 km2 a v současné době je v této části města evidováno 220 adres. Trvale zde žije 1088 obyvatel. Osou čtvrti je stejnojmenná ulice Latrán, dalšími ulicemi jsou Formanská, Klášterní, Klášterní Dvůr, Nové Město, Pivovarská, Věžní, V Jámě.